# Dolina Tyśmienicy
Dolina Tyśmienicy este o arie protejată (arie de protecție specială avifaunistică — SPA) din Polonia întinsă pe o suprafață de 7.363,66 ha, integral pe uscat.

## Localizare
Centrul sitului Dolina Tyśmienicy este situat la coordonatele 51°36′25″N 22°48′28″E / 51.6069°N 22.8079°E.

## Înființare
Situl Dolina Tyśmienicy a fost declarat arie de protecție specială avifaunistică în noiembrie 2004 pentru a proteja 38 de specii de animale.

## Biodiversitate
Situată în ecoregiunea continentală, aria protejată nu include niciun habitat protejat.
La baza desemnării sitului se află mai multe specii protejate de  păsări (38): pescăruș albastru (Alcedo atthis), rață sulițar (Anas acuta), rață lingurar (Anas clypeata), rață fluierătoare (Anas penelope), rață cârâitoare (Anas querquedula), rață pestriță (Anas strepera), gâscă cenușie (Anser anser), ciuf de câmp (Asio flammeus), rață roșie (Aythya nyroca), buhai de baltă (Botaurus stellaris), buha (Bubo bubo), Bucephala clangula, chirighiță-cu-obraz-alb (Chlidonias hybridus), chirighiță-cu-aripi-albe (Chlidonias leucopterus), chirighiță neagră (Chlidonias niger), barză albă (Ciconia ciconia), barză neagră (Ciconia nigra), erete de stuf (Circus aeruginosus), erete cenușiu (Circus pygargus), cristeiul de câmp (Crex crex), presură de grădină (Emberiza hortulana), Gallinago media, codalb (Haliaeetus albicilla), stârc pitic (Ixobrychus minutus), sfrâncioc roșiatic (Lanius collurio), Larus argentatus, pescăruș-cu-cap-negru (Larus melanocephalus), pescăruș mic (Larus minutus), sitar de mâl (Limosa limosa), gușă albastră (Luscinia svecica), culic mare (Numenius arquata), pițigoi de stuf (Panurus biarmicus), bătăuș (Philomachus pugnax), corcodel-cu-gât-roșu (Podiceps grisegena), cresteț cenușiu (Porzana parva), cresteț pestriț (Porzana porzana), chiră de baltă (Sterna hirundo), fluierarul cu picioare roșii (Tringa totanus).